# 罗伯特·埃斯米
罗伯特·埃斯米（英語：Robert Esmie，1972年7月5日—），加拿大男子田径运动员，主攻短跑。他曾代表加拿大参加1996年夏季奥林匹克运动会田径比赛，获得男子4×100米接力金牌。